# Бачић
Бачић је презиме које се налази у Хрватској и Србији. Може се односити на следеће особе:
- Лазар Бачић (1865–1941), хрватски српски трговац и добротвор
- Лидија Бачић (1985), хрватска певачица